# Concejo Regional Ramat HaNéguev
El Concejo Regional Ramat HaNéguev (en hebreo: מועצה אזורית רמת הנגב) (transliterado: Moatzá Azorit Ramat HaNéguev) es un concejo regional del Distrito del Meridional de Israel. El Concejo Regional de Ramat HaNéguev, sirve a los siguientes núcleos de población:

## Kibutzim
| nombre         | hebreo    |
| -------------- | --------- |
| Mashabei Sadeh | משאבי שדה |
| Retamim        | רתמים     |
| Revivim        | רביבים    |
| Sde Boker      | שדה בוקר  |
| Tlalim         | טללים     |

## Moshavim
| nombre     | hebreo    |
| ---------- | --------- |
| Beer Milka | באר מילכה |
| Kmehin     | כמהין     |

## Asentamientos
| nombre               | hebreo          |
| -------------------- | --------------- |
| Ashalim              | אשלים           |
| Ezuz                 | עזוז            |
| Merhav Am            | מרחב עם         |
| Midreshet Ben-Gurión | מדרשת בן גוריון |
| Nitzana              | ניצנה           |
| Nitzanei Sinaí       | ניצני סיני      |

## Centro de rehabilitación
| nombre      | hebreo   |
| ----------- | -------- |
| Ruah Midbar | רוח מדבר |

## Lugares de interés turístico
| nombre | hebreo |
| ------ | ------ |
| Avdat  | עבדת   |
| Haluza | חלוצה  |
| Shivta | שבטה   |

- Datos: Q195968
- Multimedia: Ramat Negev Regional Council / Q195968

- Wikimedia Commons alberga una categoría multimedia sobre Concejo Regional Ramat HaNéguev.